# سیارک ۷۷۳۴
سیارک ۷۷۳۴ (به انگلیسی: 7734 Kaltenegger، نامگذاری:1979MZ6) هفت هزار و هفتصد و سی و چهارمین سیارک کشف شده‌است که در ۲۵ ژوئن ۱۹۷۹ کشف شد.
قدر مطلق سیارک برابر ۱۸.۶ است.